# Ллянкіуе (озеро)
Озеро Ллянкіуе (ісп. Lake Llanquihue) — друге за площею (після Озера Генерала Каррери) озеро в Чилі з площею близько 860 км². Розташоване на півдні регіону Лос-Лаґос в провінціях Ллянкіуе і Осорно.
Зі східного боку над дзеркалом озера височать вулкани Осорно (висотою 2652 метри) і Кальбуко (висотою 2003 метри). Озеро має льодовикове походження. Довжина озера 35 км, ширина — 40 км, глибина до 317 метрів. Найближчим сусідом на сході є менше за розмірами озеро Тодос-лос-Сантос. У не настільки давні за геологічними мірками часи обидва озера складали єдине ціле, але потім в результаті вивержень вулканів Осорно і Кальбуко стали окремими озерами.
Стік в Тихий океан по річці Маульїн. На берегах озера розташовані міста: Пуерто-Варас (Puerto Varas), Пуерто-Октай (Puerto Octay) і Фрутильяр (Frutillar).